# Diocèse de Teotihuacán
Le diocèse de Teotihuacán (en latin : Dioecesis Teotihuacana ; en espagnol : Diócesis de Teotihuacán) est un diocèse de l'Église catholique du Mexique, suffragant de l'archidiocèse de Tlalnepantla.

## Territoire

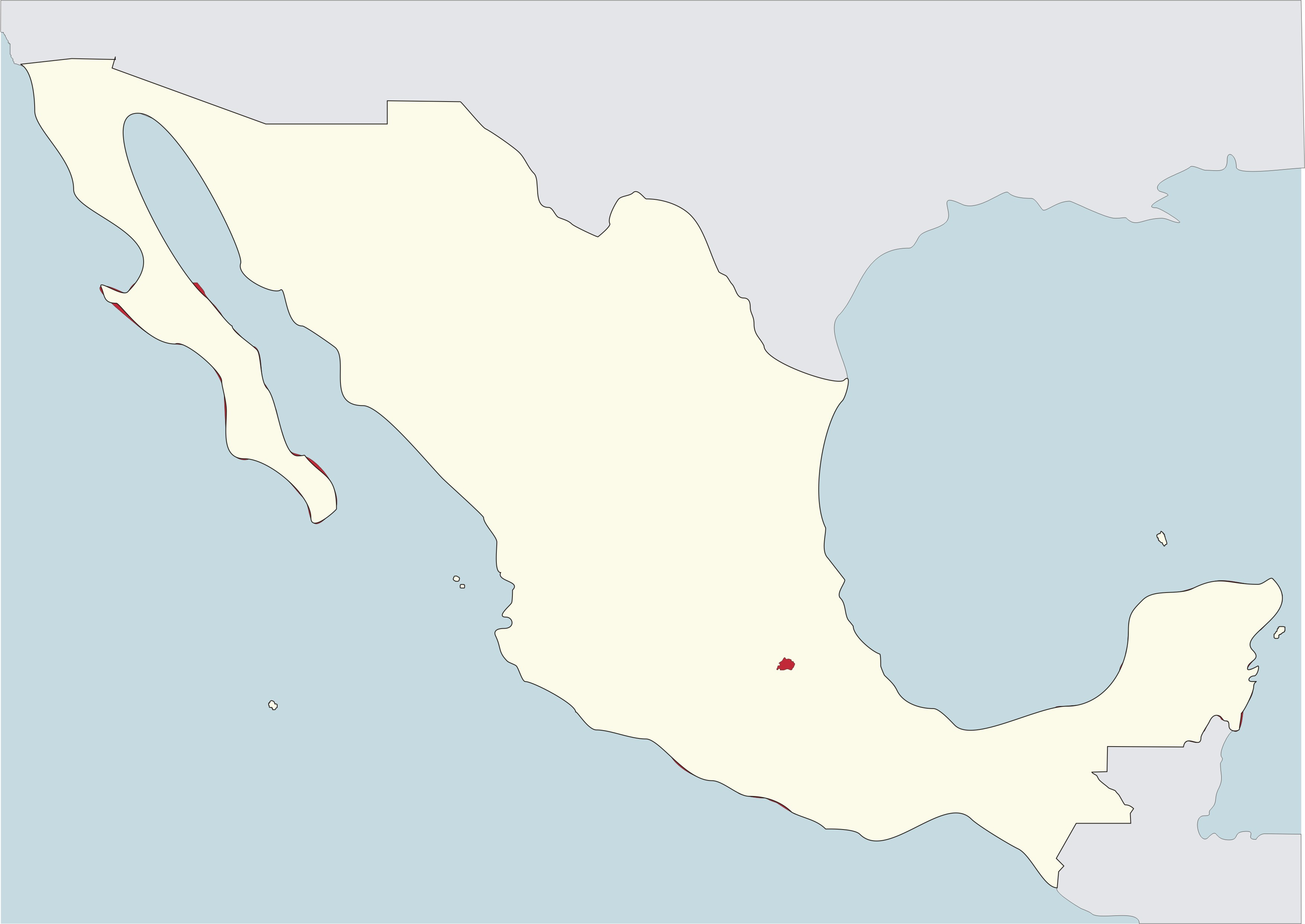
Diocèse de Teotihuacán en rouge sur la carte du Mexique

Il comprend les municipalités d'Axapusco, Nopaltepec, Otumba, San Martín de las Pirámides, Tecámac, Temascalapa et Teotihuacán de l'État de Mexico ce qui correspond à un territoire d'une superficie de 1 061 km2 divisé en 51 paroisses.
Le siège épiscopal est dans la ville de Teotihuacán où se trouve la cathédrale Saint-Jean-Baptiste.

## Historique
Le diocèse est érigé le 3 décembre 2008 par la constitution apostolique Mexicanorum fidelium du pape Benoît XVI en prenant une partie du territoire du diocèse de Texcoco. Il est nommé suffragant de l'archidiocèse de Tlalnepantla.

## Évêques
- Francisco Escobar Galicia, depuis le 3 décembre 2008